# Pilanca
Pilanca ali Pilenca je ena od jam z vhodom nad istoimensko sotesko reke Pake, blizu kraja Završe pri Mislinji, del širšega jamskega sistema, ki ga je izdolbla ponikalnica Ponikva v zaplati osamelega krasa na tem območju. 
Znana je predvsem kot arheološko najdišče, tu so bile odkrite črepinje keramike, kosti jamskega medveda in rimska fibula iz 2. stoletja, s tem da najdišče še ni dokončno raziskano. Na ta račun je bila jama leta 1994 razglašena za nepremični spomenik lokalnega pomena. Širše območje soteske Huda luknja s tremi jamami je zavarovano kot naravni rezervat Huda luknja, Špehovka, Pilanca.